# Adílson Ramos
Adilson Ramos de Ataíde (Rio de Janeiro, 7 de abril de 1945) é um cantor e compositor brasileiro.
Tendo iniciado sua carreira antes da Jovem Guarda, inspirou-se no rock de Paul Anka e Neil Sedaka e nos brasileiros Cauby Peixoto e Orlando Dias. Antes de seguir carreira solo, fez parte do grupo Os Cometas. De estilo romântico, sempre apresentou boa vendagem de discos, atuando em shows em todo o Brasil.

## Sucessos
- Em 1963 compôs Sonhar contigo, em parceria com Armelindo Leandro, sucesso que o acompanha. Já foi gravado por Agnaldo Timóteo, Elymar Santos, Tânia Alves, Bienvenido Granda, Orquestra Namorados do Caribe etc. Foi, também, trilha sonora do seriado Hilda Furacão, da TV Globo.
- Em 1972 compôs Fale baixinho, versão de The Godfather, de Nino Rota, que fez parte da trilha sonora do filme O Poderoso Chefão.
- Em 1977 compôs o que considerou o disco da sua vida, intitulado "Eu e O Tempo", com sucessos ainda atuais.
- Em 1984 o LP Em nome do amor pôs 8 faixas entre as mais tocadas.[2]
- Em 1985, Só liguei porque te amo, versão de I just call to say I love you de Stevie Wonder,[3] foi outro sucesso.

## Outras composições
- Leda - com Gentil Barros
- Matinê
- Olga - com Armelindo Leandro
- Sheila - com Darcy Silva
- Silêncio - com Darcy Silva
- Solidão - com Paulo Ramos

## Discografia
A discografia de Adilson Ramos é longa e diversa, com 16 LPs, mais de 20 CDs e dois DVDs. Seu primeiro disco, Olga, foi gravado em 1960.

## Carreira
Após fazer os primeiros sucessos na MPB, afastou-se em 1967, retornando em 1972 para em 1977 gravar o disco que até hoje está no catálogo, com vários sucessos: Sonhar contigo, Sonhei com você, Duas flores, O relógio (versão de Nely B. Pinto da composição El reloj, de Roberto Cantoral), Tão somente uma vez (outra versão, de Solamente una viez), etc. 
Em 1982 mudou-se para o Recife, onde reside até hoje.
Em 2015 gravou um DVD em comemoração ao seus 55 anos de carreira no Teatro Boa Vista, no Recife. No mesmo ano a Globo Nordeste transmitiu esse DVD em um especial de dezembro em sua homenagem.
Atualmente alterna sua atividade de cantor com a de industrial e comerciante.

## Recordes de público
- Em 1994 o show Anos dourados registrou um público de 45 000 pessoas.[5]
- Em 1999, no Festival da Seresta, promovido pela Prefeitura do Recife, seu show foi visto por 52 000 pessoas.[6]
- Em 2002, no Festival de inverno de Garanhuns, novamente arregimentou público de 52 000 pessoas.
- Em 2006 o Festival da Seresta", 12ª edição, foi visto por 45 000 pessoas [7]

## Cidadão recifense
Adilson Ramos recebeu as condecorações de Cidadão Pernambucano e Cidadão Recifense.